# Lauritz Ritzau
Laurits 'Lauritz' Ritzau (18. januar 1885 i København – 23. maj 1967) var en dansk direktør.
Han var direktør på det danske nyhedsbureau Ritzaus Bureau i perioden fra 1916 til 1958. Desuden var han initiativtageren bag en samarbejdsaftale ved navn Gruppe 39 mellem en række europæiske nyhedsbureauer. Han var søn af bureauets grundlægger Erik Nicolai Ritzau. Bureauet var i familiens eje frem til 1947, hvorefter det blev overtaget af den samlede danske presse som interessentskab.